# Bahnhof Rathenow
Der Bahnhof Rathenow ist der Bahnhof der brandenburgischen Kreisstadt Rathenow im Landkreis Havelland. Etwa 3300 Fahrgäste nutzen täglich diesen Bahnhof.
Der Bahnhof besteht aus dem Hauptgebäude, dem sich an dem Dunckerplatz anschließenden Bahnhofsvorplatz, einem nicht mehr genutzten Wasserturm und dem ehemaligen Empfangsgebäude des Kaiserbahnhofs, das nun als Touristinformation mit Fahrscheinverkauf und einer Fahrradverleihstation dient. Weiterhin verfügt der Bahnhof über einen Bahnsteigtunnel, durch den das Gleis 3 und das ehemalige Gleis 4 der Brandenburgischen Städtebahn erreichbar sind, sowie 133 Park-and-ride-Stellplätze und 80 Fahrradabstellplätze, von denen 20 überdacht sind.
Der Bahnhof Rathenow war auch der Ausgangsbahnhof der schmalspurigen Kreisbahn Rathenow-Senzke-Nauen. Auf dem Bahnhofsvorplatz befinden sich noch immer Reste der Gleisanlagen der Kreisbahn, die unter Denkmalschutz stehen. Ebenfalls unter Denkmalschutz stehen das Empfangsgebäude der Staatsbahn und die Anlagen der Brandenburgischen Städtebahn, unter anderem das Empfangsgebäude, auf der Südseite des Bahnhofs.

## Geschichte

Eröffnung des Bahnhofs im Jahre 1870

Mit dem Bau der Berlin-Lehrter Eisenbahn erhielt auch die Stadt Rathenow 1870 einen Bahnhof. Das Bahnhofsgebäude wurde aus Rathenower Ziegeln erbaut.
Im Jahre 1900 wurde die Kreisbahn Rathenow-Senzke-Nauen eröffnet. Mit der Inbetriebnahme der Brandenburgischen Städtebahn im Jahre 1904 entwickelte sich Rathenow zu einem kleinen Eisenbahnknoten. Alle drei Bahnen bedienten separate Teile des Bahnhofs, die Schmalspurbahn nach Nauen fuhr vom Bahnhofsvorplatz ab, für die Städtebahn entstand ein eigener Städtebahnhof südlich der Anlagen der Lehrter Bahn.
Wichtigste Strecke blieb aber die Lehrter Bahn, über die ein großer Teil des Verkehrs von Berlin in Richtung Westen fuhr. Ab 1936 begann man mit der ersten großen Neugestaltung des Bahnhofsvorplatzes.

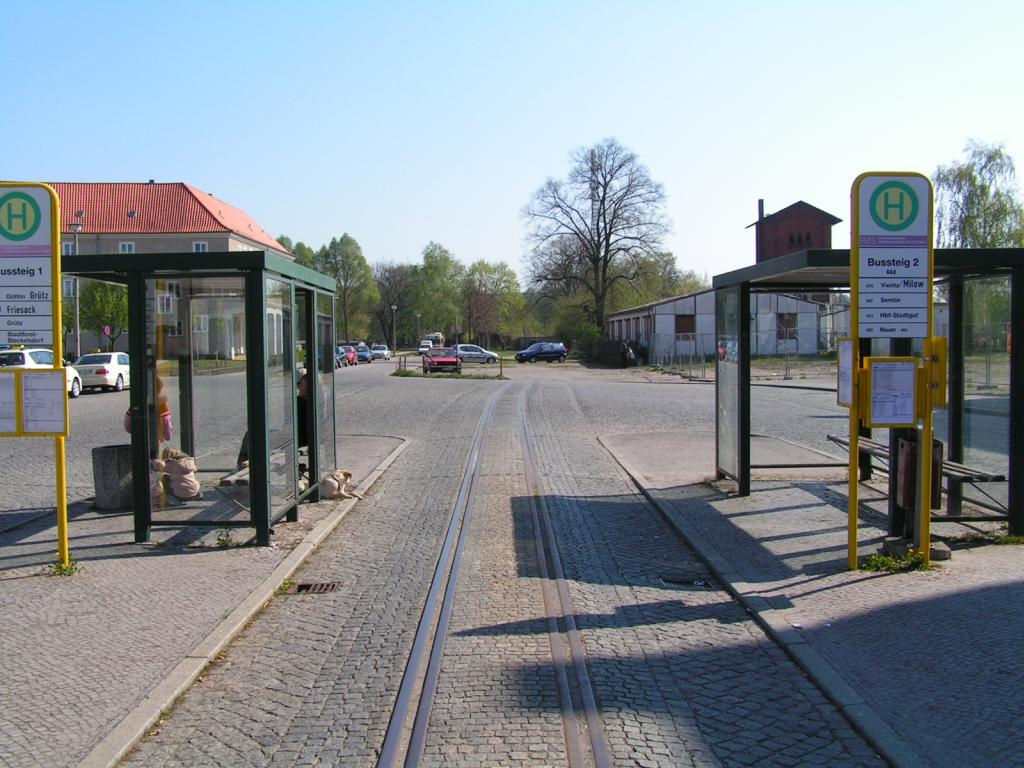
Bahnhofsvorplatz mit Busbahnhof und Gleisresten der Schmalspurbahn

Nach dem Zweiten Weltkrieg wurde der Verkehr auf der Schmalspurbahn von Rathenow bis Senzke eingestellt und die Strecke auf diesem Abschnitt abgebaut. Auch die Lehrter Bahn wurde als Reparationsleistung auf ein Gleis zurückgebaut. Mit der deutschen Teilung sank ihre Bedeutung, der Transitverkehr von Berlin in die Bundesrepublik verlief auf der Strecke über Magdeburg.
Bereits vor der Wende in der DDR planten beide deutsche Staaten den Bau einer Schnellfahrstrecke Hannover–Berlin. Nach der deutschen Wiedervereinigung wurde das Projekt als Verkehrsprojekt Deutsche Einheit vorangetrieben. Dabei wurde Mitte der 1990er Jahre der Bahnhof komplett umgebaut. Während der Umbauphase von 1995 bis 1998 war die Strecke von Rathenow in Richtung Berlin komplett gesperrt, die Züge aus Richtung Stendal endeten in dieser Zeit im Städtebahnhof in Rathenow. Es entstand eine neue separate zweigleisige elektrifizierte Schnellfahrstrecke, deren Gleise im Bahnhof Rathenow zwischen den Bahnsteigen und dem Empfangsgebäude angelegt wurden. Dem Empfangsgebäude wurde ein Glasanbau an der Gleisseite angefügt. Die alte Strecke blieb auf den meisten Abschnitten erhalten und wird seitdem für den Güter- und den Regionalverkehr genutzt. Im östlichen wie im westlichen Teil des Bahnhofes Rathenow entstanden Verbindungsgleise zwischen der Hochgeschwindigkeitsstrecke und den Bahnsteigen.
Der Verkehr auf dem Abschnitt der Brandenburgischen Städtebahn zwischen Rathenow Nord und Neustadt (Dosse) wurde am 30. November 2003 eingestellt, zwischen Rathenow und Rathenow Nord noch bis 2005 weiterbetrieben.
Von 2003 bis 2005 wurde die Städtebahnstrecke zwischen Rathenow und Brandenburg komplett gesperrt und während dieser Zeit saniert. 2005 und 2006 wurden weitere Teile des Bahnhofsvorplatzes im Rahmen der Landesgartenschau erneuert und umgestaltet.

### Anlagen

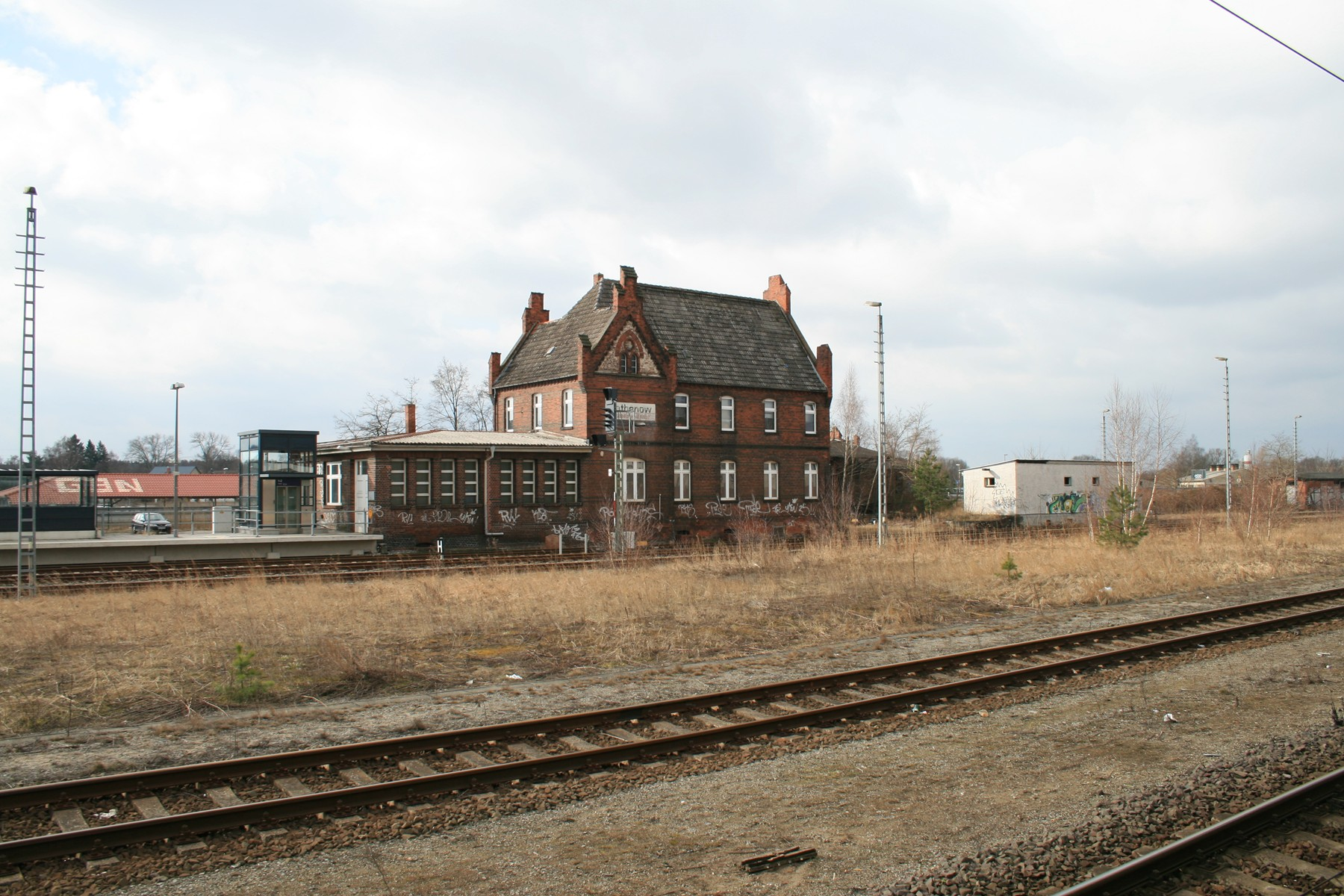
Denkmalgeschütztes Gebäude des Städtebahnhofs

Das Empfangsgebäude der Staatsbahn entstand im Jahre 1870. Es weist zwei Geschosse und zwölf Achsen auf. Die Magdeburg-Halberstädter Eisenbahngesellschaft ließ es erbauen. Westlich dieses Gebäude wurde 1913 ein weiteres Empfangsgebäude erbaut. Es trägt die Bezeichnung Kaiserbahnhof, bei dem es sich um einen eingeschossigen Holzbau mit Satteldach handelt. Um 1900 kamen ein Wasserturm, ein Güterschuppen und ein Nebengebäude hinzu.
Bei dem Empfangsgebäude der Städtebahn handelt es sich um einen zweigeschossigen, fünfachsigen massiven Ziegelbau mit Satteldach. Auf der Ostseite verfügte das Gebäude über einen flachen Anbau. 1904 wurde des durch die Brandenburgische Städtebahn AG errichtet. Im gleichen Jahr entstand außerdem noch ein Güterschuppen, ein Wasserturm sowie ein weiterer Schuppen.
Zu den denkmalgeschützten Bauten der Kleinbahn gehören ein Verwaltungsgebäude, ein Schuppen und Gleisanlagen. Diese Anlagen wurden 1899/1900 errichtet.

### Personenverkehr

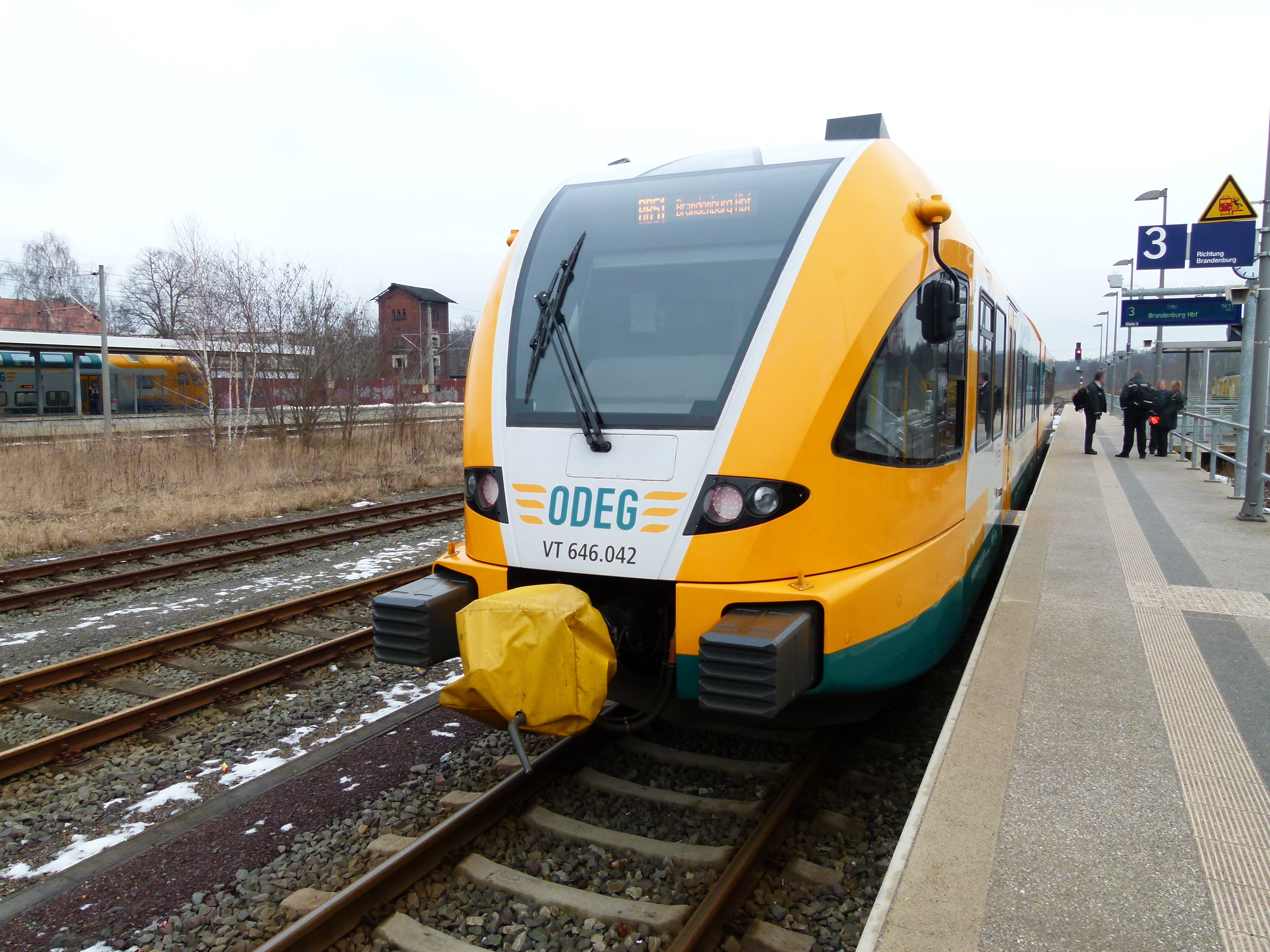
Ein Stadler GTW der ODEG auf der Regionalbahn-Linie nach Brandenburg

Bis zum Zweiten Weltkrieg war die Lehrter Bahn eine wichtige Fernverkehrsverbindung zwischen Berlin und dem Westen Rathenows. Ein Teil der Schnellzüge hielt dabei auch in Rathenow.
Nach 1945 nahm die Bedeutung der Strecke für den Personenverkehr deutlich ab, Schnellzüge fuhren hier nicht mehr. Bis zum Mauerbau 1961 gab es Personenzüge aus Rathenow zum Bahnhof Staaken an der Grenze zu West-Berlin, wo in die S-Bahn umgestiegen werden konnte. Danach war Rathenow von Ost-Berlin nur mit Umsteigen in Wustermark von Zügen über den Berliner Außenring zu erreichen, nur dreimal am Tag verkehrten direkte Eilzüge zwischen Berlin, Rathenow und Stendal.
Nach 1990 wurde Rathenow bis zur Streckensperrung 1995 wieder Schnellzughalt für Züge von Berlin nach Amsterdam. Nach der Eröffnung der Hochgeschwindigkeitsstrecke 1998 wurde der Bahnhof 1998 alle zwei Stunden von einer Interregio-Linie bedient. Direkte Regionalexpress-Züge verkehren seitdem stündlich direkt nach Berlin.
Nach 2000 entfielen die Fernzughalte wieder und wurden in den Jahren 2008 und 2009 zeitweise wieder aufgenommen, als wegen Bauarbeiten an der Brücke über die Havel keine Regionalzüge in Richtung Stendal fahren konnten.

## Verkehrsanbindung

### Regionalverkehr
Der Bahnhof Rathenow wird von folgenden Linien bedient:
| Linie                    | Linienverlauf | Takt (min)                                                          | EVU              |
| ------------------------ | --- | ------------------------------------------------------------------- | ---------------- |
| RE 4                     | Stendal Hbf – Rathenow – Wustermark – Elstal – Dallgow-Döberitz – Berlin-Spandau – Berlin Jungfernheide Berlin Hbf – Berlin Südkreuz – Ludwigsfelde – Luckenwalde – Jüterbog – Falkenberg (Elster) | 60 (Rathenow–Jüterbog) 120 (Stendal–Rathenow / Jüterbog–Falkenberg) | DB Regio Nordost |
| RB 34                    | Rathenow – Großwudicke – Schönhausen – Hämerten – Stendal Hbf | 120                                                                 | HANS             |
| RB 51                    | Rathenow – Premnitz – Pritzerbe – Görden – Brandenburg-Altstadt – Brandenburg Hbf | 60                                                                  | ODEG             |
| Stand: 15. Dezember 2024 | |                                                                     |                  |

Die RB 34 wurde während der BUGA 2015 auf einen Stundentakt verdichtet.

### Fernverkehr
Bis zum 8. Dezember 2012 hielten in Rathenow planmäßig Intercityzüge auf der Strecke zwischen Flughafenbahnhof Amsterdam Schiphol und Szczecin Główny. Während der BUGA 2015 von April bis Oktober hielt zusätzlich die IC-Linie Berlin–Hannover–Amsterdam in Rathenow.

### Öffentlicher Personenverkehr
Viele der in Rathenow beginnenden Buslinien der Havelbus Verkehrsgesellschaft nutzen den Bahnhof als Start- beziehungsweise Endhaltestelle:
| Linie | Linienverlauf                                 |
| ----- | --------------------------------------------- |
| 672   | Rathenow, Stadtforst – Steckelsdorf (– Böhne) |
| 673   | Rathenow – Grütz                              |
| 674   | Stadtlinie Rathenow Nord/Süd                  |
| 675   | Rathenow – Premnitz – Gapel                   |
| 676   | Rathenow – Premnitz – Gapel                   |
| 678   | Rathenow – Milow – Bahnitz                    |
| 679   | Rathenow – Vieritz (– Milow)                  |
| 680   | Rathenow – Nauen                              |
| 681   | Rathenow – Nennhausen                         |
| 683   | Rathenow – Nennhausen – Friesack              |
| 684   | Rathenow – Rhinow – Neustadt/Dosse            |
| 685   | Rathenow – Semlin – Parey                     |
| 687   | Rathenow – Rhinow – Friesack                  |

## Weitere Stationen in Rathenow

### Bahnhof Rathenow Nord

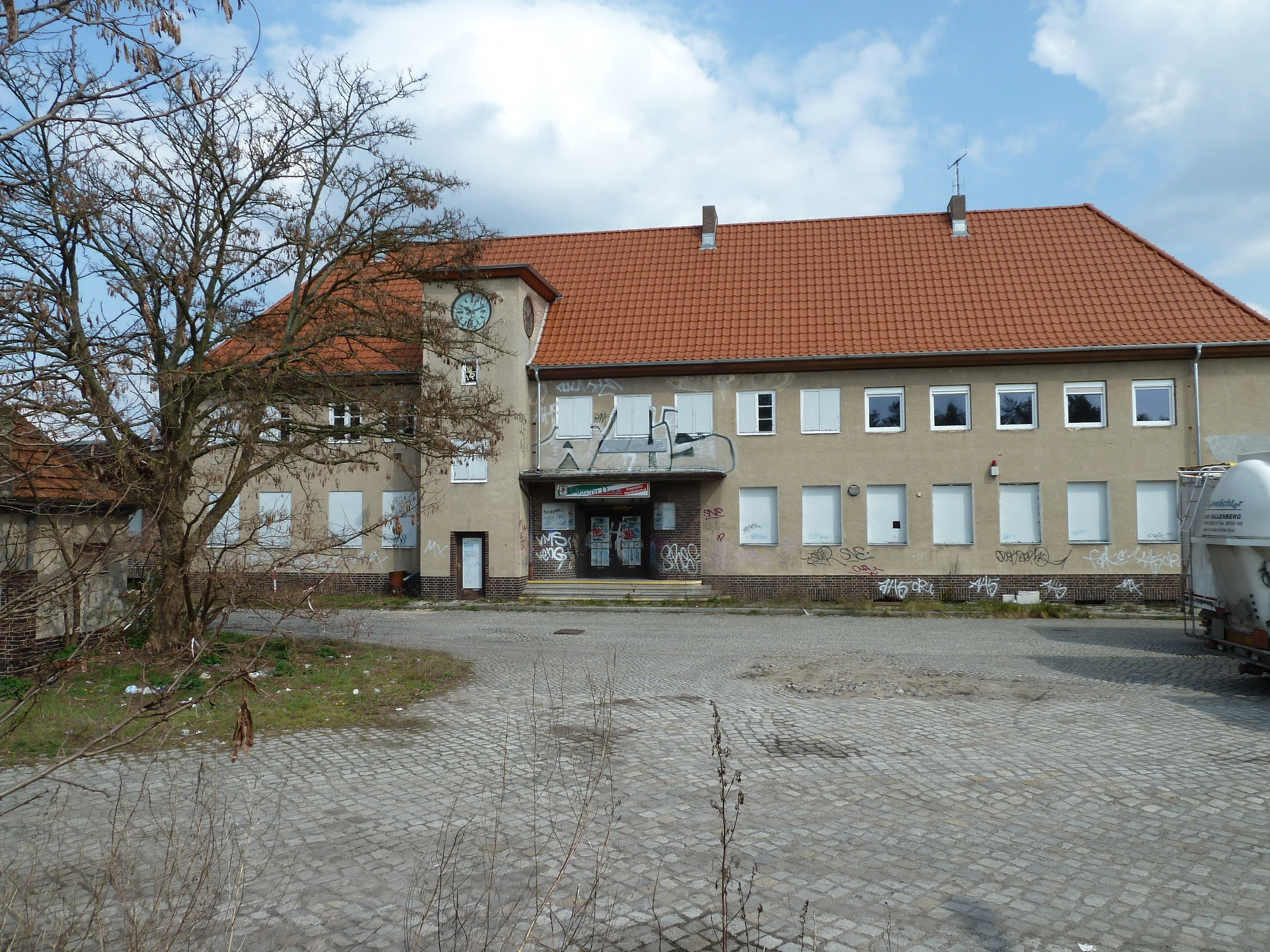
Denkmalgeschützter Bahnhof Rathenow Nord

Der Bahnhof Rathenow Nord liegt an der Brandenburgischen Städtebahn zwischen Rathenow und Neustadt (Dosse) im Norden der Stadt. Der Verkehr zwischen Rathenow und Neustadt wurde am 30. November 2003 eingestellt. Bis 2005 fuhren die Städtebahnzüge aus Brandenburg (Havel) weiter über den Bahnhof Rathenow hinaus bis Rathenow Nord, da beim Ausbau der Hochgeschwindigkeitsstrecke auch die Brücke der Städtebahn in Richtung Neustadt östlich des Bahnhofes neu gebaut wurde. Dabei wurden staatliche Fördermittel eingesetzt, die nicht zurückgezahlt werden sollten. Nach der Sanierung der Städtebahn nach Brandenburg bis 2005 wurde der Verkehr allerdings nur bis zum Bahnhof Rathenow und nicht mehr bis Rathenow Nord wieder aufgenommen. Der Bahnhof Rathenow Nord, „bestehend aus Empfangsgebäude, Güterschuppen, gepflastertem Vorplatz und Waage“ steht unter Denkmalschutz.

### Haltepunkt Rathenow Süd
Der Haltepunkt Rathenow Süd lag an der Brandenburgischen Städtebahn in Richtung Brandenburg westlich des Bahnhofs Rathenow. Die Strecke verläuft in diesem Bereich parallel zur Lehrter Bahn in Richtung Stendal. 1998 wurde der Haltepunkt geschlossen, die Züge fahren seitdem dort ohne Halt durch.